# Naturschutzgebiet Hölle (Freileben)
Das Naturschutzgebiet Hölle liegt südlich von Freileben, einem Ortsteil der Gemeinde Lebusa im Landkreis Elbe-Elster in Brandenburg.
Das 10,3 ha große Naturschutzgebiet steht seit dem 26. März 1981 unter Naturschutz.
Es ist der größte sich selbst erneuernde Buchenbestand im südlichen Brandenburg.